# Anthophora crassipes
Anthophora crassipes är en biart som beskrevs av Amédée Louis Michel Lepeletier 1841. Anthophora crassipes ingår i släktet pälsbin, och familjen långtungebin. Inga underarter finns listade i Catalogue of Life.